# Новокуровське сільське поселення
Новоку́ровське сільське поселення (рос. Новокуровское сельское поселение) — сільське поселення у складі Хабаровського району Хабаровського краю Росії.
Адміністративний центр та єдиний населений пункт — село Новокуровка.

## Населення
Населення сільського поселення становить 319 осіб (2019; 460 у 2010, 591 у 2002).